# 橙褐圓盾介殼蟲
橙褐圓盾介殼蟲（学名：Chrysomphalus dictyospermi）为盾介殼蟲科褐圓盾介殼蟲屬下的一个种。